# Rupert Carington, VII barone Carrington
Rupert Francis John Carington, VII barone Carrington (2 dicembre 1948), è un imprenditore, politico e nobile britannico.

## Biografia
Carrington è il terzo figlio (l'unico maschio) di Peter Carington, VI barone Carrington (1919–2018), e di sua moglie Iona McClean (1920–2009). Il padre ricoprì diverse cariche di spicco, come quelle di segretario di Stato per la difesa e segretario di Stato per gli affari esteri nel governo Thatcher I e quella di segretario generale della NATO.
Carrington ha due sorelle, Alexandra (nata nel 1943), sposata con il capitano Peter de Bunsen, e Virginia (nata nel 1946), ex moglie di Henry Cubitt, IV barone Ashcombe. Suo nonno materno era l'aviatore e ingegnere civile Francis McClean. Il suo antenato Thomas Smith fu il fondatore della Smith's Bank.
Carrington studiò all'Eton College e si laureò in scienze presso l'Università di Bristol.
Carrington lavorò presso la banca d'affari Morgan, Grenfell & Co. per diciassette anni prima di avviare la propria attività di consulenza finanziaria, la Rupert Carington Limited, nel 1987. Attualmente ricopre il ruolo di presidente della Vietnam Infrastructure Ltd. e del Schroder AsiaPacific Fund, oltre che quello di consulente internazionale presso la LGT Bank.
Nel luglio 2018 succedette al defunto padre nel baronato di Carrington e, nel novembre dello stesso anno, divenne membro della Camera dei Lord, dopo aver vinto un'elezione suppletiva di pari ereditari, indetta dopo il ritiro a vita privata di Lord Northbourne.
Dopo l'ascesa al trono di Carlo III nel settembre 2022, Carrington divenne Lord gran ciambellano.

## Discendenza
Il 12 settembre 1989 Carrington sposò Daniela Diotallevi (nata nel 1959), dalla quale ebbe tre figli:
- On. Robert Carington (nato il 7 dicembre 1990), erede legittimo del baronato;
- On. Francesca Aurora Carington (nata il 24 luglio 1993);
- On. Isabella Iona Carington (nata il 19 maggio 1995).

## Ascendenza
|                                         |               |                                                   | Genitori                                         |  |  | Nonni |  |  | Bisnonni                               |  |  | Trisnonni                               |  |
|                                         |               |                                                   |                                                  |  |  |       |  |  | Rupert Carington, IV barone Carrington |  |  | Robert Carrington, II barone Carrington |  |
|                                         |               |                                                   |                                                  |  |  |       |  |  | Rupert Carington, IV barone Carrington |  |  | Robert Carrington, II barone Carrington |  |
|                                         |               | Charlotte Drummond-Willoughby                     |                                                  |  |  |       |  |  | Rupert Carington, IV barone Carrington |  |  |                                         |  |
| Rupert Carington, V barone Carrington   |               |                                                   |                                                  |  |  |       |  |  | Rupert Carington, IV barone Carrington |  |  |                                         |  |
|                                         |               | Edith Horsefall                                   | John Sutcliffe Horsefall                         |  |  |       |  |  |                                        |  |  |                                         |  |
|                                         |               | Edith Horsefall                                   | John Sutcliffe Horsefall                         |  |  |       |  |  |                                        |  |  |                                         |  |
|                                         |               | Edith Horsefall                                   | Mary Maiden                                      |  |  |       |  |  |                                        |  |  |                                         |  |
| Peter Carington, VI barone Carrington   |               | Edith Horsefall                                   |                                                  |  |  |       |  |  |                                        |  |  |                                         |  |
|                                         |               | Charles Colville, II visconte Colville di Culross | Charles Colville, I visconte Colville di Culross |  |  |       |  |  |                                        |  |  |                                         |  |
|                                         |               | Charles Colville, II visconte Colville di Culross | Charles Colville, I visconte Colville di Culross |  |  |       |  |  |                                        |  |  |                                         |  |
|                                         |               | Charles Colville, II visconte Colville di Culross | Cecil Carrington                                 |  |  |       |  |  |                                        |  |  |                                         |  |
| Sybil Marion Colville                   |               | Charles Colville, II visconte Colville di Culross |                                                  |  |  |       |  |  |                                        |  |  |                                         |  |
|                                         |               | Ruby Streatfeild                                  | Henry Dorrien Streatfeild                        |  |  |       |  |  |                                        |  |  |                                         |  |
|                                         |               | Ruby Streatfeild                                  | Henry Dorrien Streatfeild                        |  |  |       |  |  |                                        |  |  |                                         |  |
|                                         |               | Ruby Streatfeild                                  | Marion Henrietta Smith                           |  |  |       |  |  |                                        |  |  |                                         |  |
| Rupert Carington, VII barone Carrington |               | Ruby Streatfeild                                  |                                                  |  |  |       |  |  |                                        |  |  |                                         |  |
|                                         | Frank McClean | John Robinson McClean                             |                                                  |  |  |       |  |  |                                        |  |  |                                         |  |
|                                         | Frank McClean | John Robinson McClean                             |                                                  |  |  |       |  |  |                                        |  |  |                                         |  |
|                                         | Frank McClean | Anna Newsam                                       |                                                  |  |  |       |  |  |                                        |  |  |                                         |  |
| Francis McClean                         | Frank McClean |                                                   |                                                  |  |  |       |  |  |                                        |  |  |                                         |  |
|                                         |               | Ellen Greg                                        | …                                                |  |  |       |  |  |                                        |  |  |                                         |  |
|                                         |               | Ellen Greg                                        | …                                                |  |  |       |  |  |                                        |  |  |                                         |  |
|                                         |               | Ellen Greg                                        | …                                                |  |  |       |  |  |                                        |  |  |                                         |  |
| Iona Ellen McClean                      |               | Ellen Greg                                        |                                                  |  |  |       |  |  |                                        |  |  |                                         |  |
|                                         |               | …                                                 | …                                                |  |  |       |  |  |                                        |  |  |                                         |  |
|                                         |               | …                                                 | …                                                |  |  |       |  |  |                                        |  |  |                                         |  |
|                                         |               | …                                                 | …                                                |  |  |       |  |  |                                        |  |  |                                         |  |
| Aileen Wale                             |               | …                                                 |                                                  |  |  |       |  |  |                                        |  |  |                                         |  |
|                                         |               | …                                                 | …                                                |  |  |       |  |  |                                        |  |  |                                         |  |
|                                         |               | …                                                 | …                                                |  |  |       |  |  |                                        |  |  |                                         |  |
|                                         |               | …                                                 | …                                                |  |  |       |  |  |                                        |  |  |                                         |  |
|                                         |               | …                                                 |                                                  |  |  |       |  |  |                                        |  |  |                                         |  |